# الیزابت وبستر
الیزابت وبستر (انگلیسی: Elizabeth Webster) بازیگر اهل بریتانیا است. وی از سال ۲۰۱۲ میلادی تاکنون مشغول فعالیت بوده‌است.
از فیلم‌ها یا برنامه‌های تلویزیونی که وی در آن نقش داشته‌است، می‌توان به بسامد و های اسپارو اشاره کرد.